# Senna oligoclada
Senna oligoclada là một loài thực vật có hoa trong họ Đậu. Loài này được (F. Muell.) Randell miêu tả khoa học đầu tiên năm 1989.